# Kirklees
Kirklees este un Burg Metropolitan în cadrul Comitatului Metropolitan West Yorkshire în regiunea Yorkshire and the Humber. Principalele localități sunt: Batley, Cleckheaton, Dewsbury, Holmfirth, Huddersfield și Meltham.
1. ↑   https://ons.maps.arcgis.com/home/item.html?id=a79de233ad254a6d9f76298e666abb2b Lipsește sau este vid: |title= (ajutor)